# 小子侯
小子侯（しょうしこう、生年不詳 - 紀元前705年）は、中国の春秋時代の晋の君主。姓は姫、名は知られていない。

## 生涯
晋の哀侯の子として生まれた。紀元前709年、哀侯が曲沃に捕らえられると、小子侯が翼で晋侯として擁立された。紀元前705年、小子侯は曲沃の武公に誘い出されて殺害された。翌年、周の桓王が虢仲に命じて曲沃を討たせ、武公が曲沃に戻ると、哀侯の弟の晋侯緡が翼で晋侯として擁立された。